# Нойбауэр, Роберт
Роберт Нойбауэр (нем. и словен. Robert Neubauer; 6 декабря 1895, Вена — 3 мая 1969, Любляна) — словенский врач-фтизиатр.

## Биография
Родился 6 декабря 1895 года в Вене. Отец — немец, мать — словенка. Окончил Венский университет в 1922 году. Начал работать как специалист по борьбе с туберкулёзом с 1923 года в больнице города Голник: учреждение под его руководством стало крупнейшей больницей Югославии, занимавшейся лечением туберкулёза.
С 1941 по 1944 годы Нойбауэр работал врачом в Любляне и сотрудничал с Освободительным фронтом Словении. Арестовывался по подозрению в симпатиях к коммунистам. В 1944 году ушёл в партизанское движение: руководил партизанским госпиталем под Бари. В конце войны был включён в состав югославской делегации Красного Креста, занимавшейся сбором материальной помощи из Канады, Великобритании и США.
С 1948 по 1951 годы руководил Управлением по борьбе с туберкулёзом, с 1952 по 1955 годы работал в отделении по борьбе с туберкулёзом при Всемирной организации здравоохранения. Участвовал в ряде специальных заданий в Европе и Африке, с 1954 по 1955 годы работал на острове Цейлон как эксперт ВОЗ. В 1957 году опубликовал книгу «Цейлон» о своей работе на острове, за что был награждён через год премией Лествика. С 1951 года профессор медицинского факультета Люблянского университета. С 1956 года руководитель фтизиологической клиники. С 1961 года полноправный член Словенской академии наук и искусств.
Скончался 3 мая 1969 года в Любляне.

## Деятельность
Нойбауэр является основателем словенской фтизиатрии, учение которого оказало значительное влияние на развитие здравоохранения в Югославии, а также крупнейшим организатором борьбы с туберкулезом. Он ввёл ряд новых диагностических методов. В сотрудничестве с доктором Б. Лавричем Нойбауэр разработал методику проведения хирургических операций как часть средств по борьбе против туберкулёза, а в 1937 году с доктором Т. Фурланом официально закрепил эту методику и обеспечил достойную репутацию врачам Голника. Нойбауэр также занимался профилактической деятельностью, подготовив так называемый План управления в Дравской бановине, который начал реализовываться с 1930 года. При поддержке районного управления по страхованию работников во главе с Йожо Богиньцем Нойбауэр разработал сеть противотуберкулёзных диспансеров, организовав в 1928 году ежегодные медицинские курсы, которые с 1933 года стали официальными мероприятиями в Югославии.
Доктор Нойбауэр является автором более 120 научно-технических работ, работал главным редактором журнала «Здравнишки вестник» с 1932 по 1938 годы, журнала «Туберкулёз» с 1949 по 1965 годы, редактором Военно-санитарного журнала в 1954 году, а также стал основателем предвоенного общества «Действие против туберкулёза» (словен. Delo proti tuberkulozi).